# Lauterbrunnen
Lauterbrunnen este un oraș în Elveția din cantonul Berna.